# Código Internacional de Ética Médica
O Código Internacional de Ética Médica é um documento mundial, instituído em 1949, que escreve os deveres e obrigações dos médicos em todo o mundo. Sua criação também tem a ver com as experiências humanas feitas por médicos do regime nazista. É uma das mais importantes normas éticas internacionais em pesquisa clínica e médica e um documento fundamental da Associação Médica Mundial destinada à comunidade de médicos em todo o mundo.

## História
O Código foi criado em 1949 e teve reformulações aprovadas durante a 22.ª Assembleia Médica Mundial realizada em Sydney, na Austrália em 1968; na 35.ª Assembleia Médica Mundial que foi realizada em 1983, em Veneza, Itália e a reforma vigente foi feita  durante a 57.ª Assembleia Geral da Associação Médica Mundial de 2006, que deu-se em Pilanesberg, na África do Sul.